# Ciemnia (powieść)
Ciemnia (ang. Darkroom) – szósta część cyklu Rook Grahama Mastertona, powstała w 2004 roku.